# Negovan
Negovan (bulgariska: Негован) är ett distrikt i Bulgarien.   Det ligger i kommunen Stolitjna Obsjtina och regionen Sofija-grad, i den västra delen av landet, 11 km nordost om huvudstaden Sofia.
Trakten runt Negovan består till största delen av jordbruksmark. Runt Negovan är det tätbefolkat, med 849 invånare per kvadratkilometer.